# Ópis
Ópis ou Upi (em acádio: Upî ou Upija; em grego clássico: Ὦπις) foi uma das cidades da Babilônia localizado na parte sul do atual Iraque. Embora a localização da antiga cidade não tenha sido definitivamente estabelecida, acredita-se que essa cidade esteja situada no rio Tigre, perto do rio Diala. Ela foi considerada um palco da derrota de Nabonido (r. 556–539 a.C.), último rei da Babilônia, por Ciro II (r. 559–530 a.C.) da Pérsia em 539 a.C.. Ópis também foi o local de um conflito em 324 a.C. entre Alexandre (r. 336–323 a.C.) da Macedônia e suas tropas macedônias, que foram ameaçadas por seus esforços para incorporar Dario III (r. 336–330 a.C.), último rei da Pérsia, e os persas em termos iguais ao exército.